# Estación Campo Belo
Estación Campo Belo es una de las estaciones del metro de la ciudad brasileña de São Paulo. Pertenece a la Línea 5-Lila, es parte del de expansión de la línea hasta la estación Chácara Klabin de la Línea 2-Verde el 28 de septiembre de 2018. Fue la última estación que se entregará como parte del plan de expansión de la línea. Tendrá integración también con la futura Línea 17 - Oro.
En sus comienzos, iría a llamarse Água Espraiada. La estación estará en la Avenida Santo Amaro en el cruce con la Avenida Jornalista Roberto Marinho.

## Tabla
| Sigla | Estación   | Inauguración       | Capacidad     | Integración              | Plataformas | Posición    | Comentarios     |
| ----- | ---------- | ------------------ | ------------- | ------------------------ | ----------- | ----------- | --------------- |
| CPB   | Campo Belo | 8 de abril de 2019 | No confirmada | Bilhete Único de SPTrans | Laterales   | Subterránea | Funcionando     |
| CPB   | Campo Belo | 2022               | No confirmada | Bilhete Único de SPTrans | Laterales   | Elevada     | En construcción |